# Naturschutzgebiet Himmelgeister Rheinbogen
Das Naturschutzgebiet Himmelgeister Rheinbogen (NSG-Kennung D-009) liegt am Rhein in der Gemarkung Himmelgeist der nordrhein-westfälischen Landeshauptstadt Düsseldorf. Es wurde 1993 als NSG durch Verordnung der Bezirksregierung Düsseldorf einstweilig sichergestellt, dann 1996 und erneut 2016 per Verordnung festgesetzt. Es ist rund 300 Hektar groß.
Ein rund 4,6 ha großer Teilbereich im Nordwesten des Naturschutzgebiets liegt im größeren FFH-Gebiet DE-4405-301 Rhein-Fischschutzzonen zwischen Emmerich und Bad Honnef und gehört dadurch zum europäischen Schutzgebietsnetz Natura 2000.

## Gebietsbeschreibung
Das Naturschutzgebiet erstreckt sich zwischen Rheinkilometer 724 und 730 über rund fünf Kilometer Länge entlang des rechten Rheinufers. Es umfasst sowohl Wasserflächen (Rhein bis zur Stadtgrenze etwa in der Flussmitte) als auch Landbereiche (ufernahe Bereiche des Rheinbogens).
Die Landschaft im Rheinbogen weist ein stark gegliedertes Kleinrelief auf, das durchs Flut- und Hochwassergeschehen des Rheins geprägt ist. Im flussnahen Bereich sind Weichholz- und teils ältere Hartholzauenbestände vorhanden, daran anschließend Grünlandbereiche mit Baumreihen, Kopfweiden- und Heckenstrukturen, an höher gelegenen Stellen auch Magerwiesen.
Innerhalb des NSGs liegt südlich der Ortslage Himmelgeist das Gelände des Schloss Mickeln mit Parkanlage.
Das Rheinufer im Himmelgeister Rheinbogen zeigt die typische Veränderung vom Prallhang im Südosten der Kleingartenanlage Wiedfeld  bis zum Gleithang gegenüber dem linksrheinischen Gewerbegebiet Uedesheim. Das am Ufer abgelagerte Sediment wird immer feinkörniger, bis es südwestlich von Himmelgeist einen feinsandigen Strand zwischen Buhnen ausbildet. Die Buhnen, die der Fahrrinnenvertiefung dienen, haben für den Naturschutz große Bedeutung, da sich in den Buhnenfeldern Ruhe- und Rückzugsräume für Vögel, Fische und Kleinstlebewesen entstehen.
Die ans Naturschutzgebiet grenzende, überwiegend ackerbaulich genutzte Feldflur im Zentrum des Rheinbogens steht nicht unter Natur- und Landschaftsschutz. Dort stand am Kölner Weg bis Ende 2015 die landschaftsbildprägende und als Naturdenkmal geschützte Himmelgeister Kastanie; nach einem Sturmschaden wurde ihr Stammrest zu einer Skulptur umgestaltet.

## Schutzzweck
Vorrangiges Ziel der Naturschutzgebietsausweisung ist die Erhaltung und Entwicklung von Lebensräumen wildlebender Pflanzen- und Tierarten, die in der reichstrukturierten Auenlandschaft mit verschiedenen Natur- und Kulturlandschaftselementen vorhanden sind.

## Flora und Fauna
Im Himmelgeister Rheinbogen leben mehrere gefährdete oder seltene Arten. An seltenen und gefährdeten Pflanzenarten wurden im Gebiet gefunden: Flatter-Ulme, Flaum-Hafer, Fluss-Greiskraut, Osterluzei, Große Bibernelle, Großer und Kleiner Wiesenknopf, die Frühblühende Wiesenraute und Rundblättrige Glockenblume.
Aus der Tierwelt sind zu nennen: Flussuferwolfspinne, Knautien-Sandbiene und Zauneidechse sowie als Brutvögel u. a. Baumfalke, Bluthänfling, Flussregenpfeifer, Nachtigall, Pirol und Steinkauz; als Gastvögel können u. a. Weißstorch, Schwarzmilan und Rotmilan beobachtet werden.
Vor allem für Vögel ist das Gebiet als Rückzugs-, Durchzugs- und Überwinterungsraum überregional bedeutend. Insgesamt gilt es als wesentlicher Bestandteil des großräumigen Rheinauenverbunds.

## Tourismus
Das Gebiet wird – insbesondere am Strand und in den ufernahen Bereichen zeitweise intensiv – zur Naherholung genutzt, was v. a. in den naturnah ausgeprägten Strandabschnitten im Nordwesten zu Konflikten mit den Naturschutzzielen sorgt. Seit dem Jahr 2020, als aufgrund der Maßnahmen zur Eindämmung der Corona-Pandemie viele Ausgehmöglichkeiten in Düsseldorf geschlossen waren, hat sich das Rheinufer in Himmelgeist zu einem Party-Hotspot entwickelt. Diese Entwicklung hält seitdem an und bedeutet für Anwohner und Natur eine Belastung.
Zwei Rundwege werden touristisch beworben; einer davon führt durch den Schlosspark Mickeln. Über befestigte Wege verläuft ein Abschnitt des Rheinradwegs durch das Naturschutzgebiet.

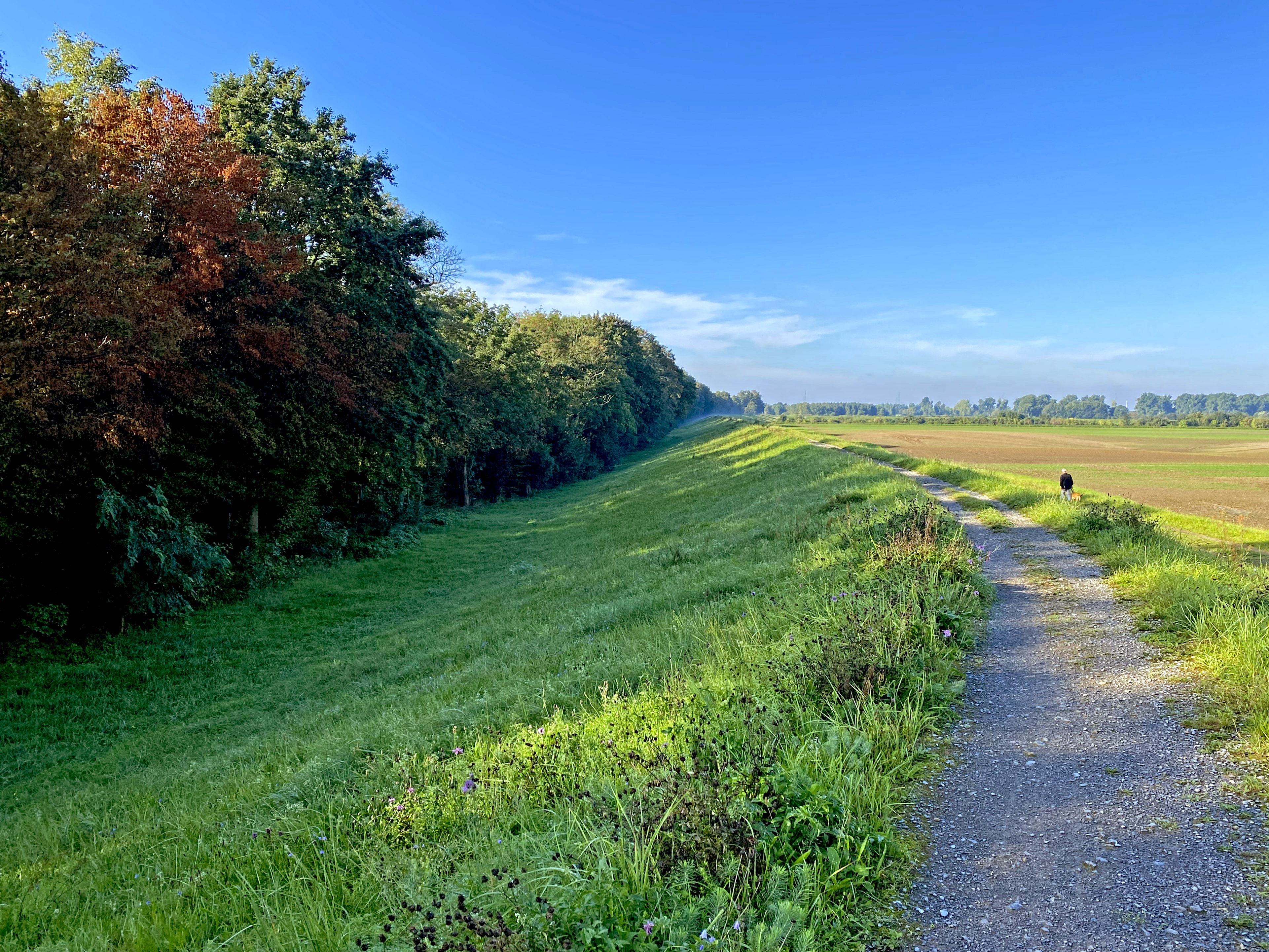
Der Itterdamm - blütenreicher Deich im Süden
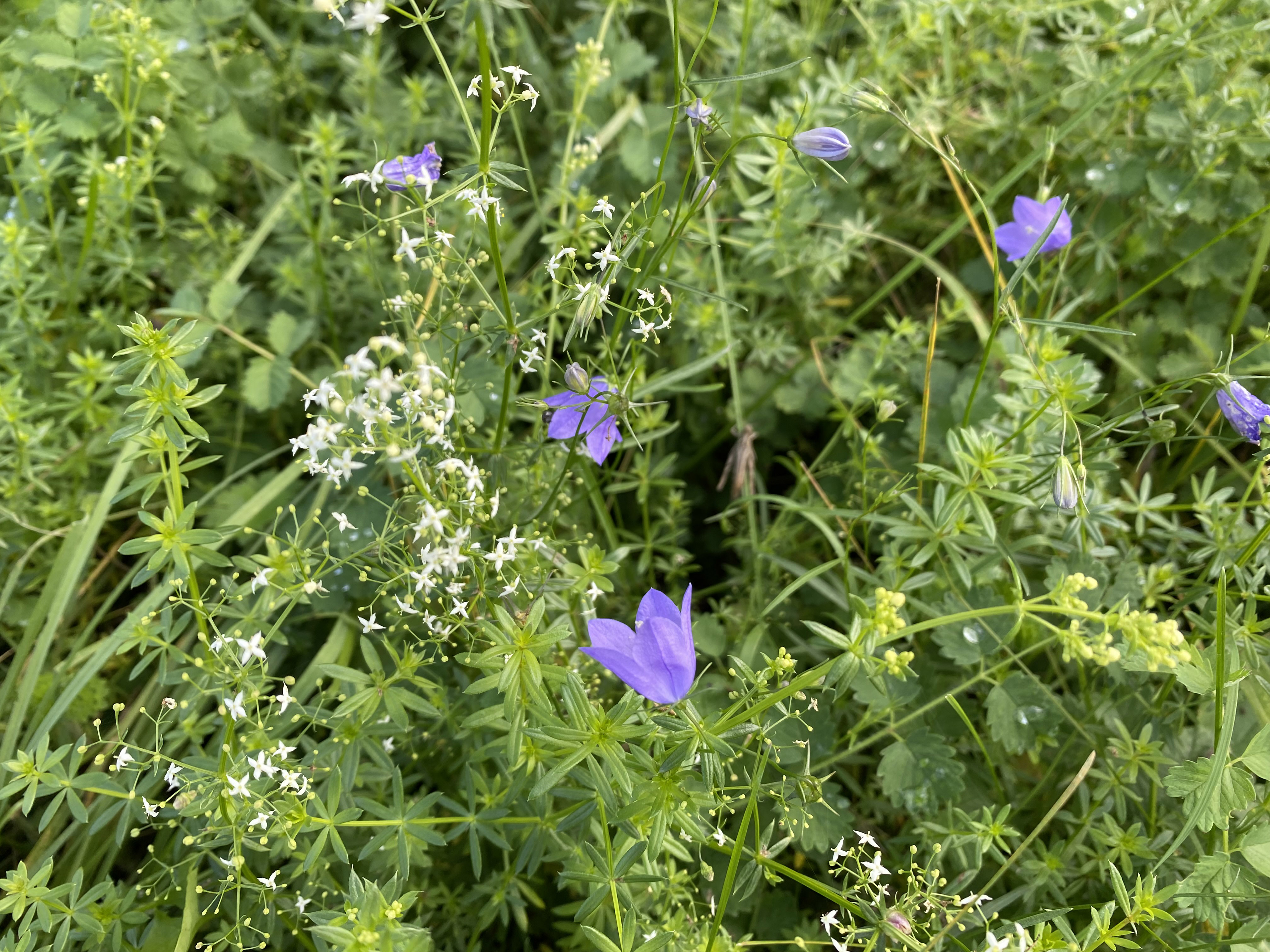
Deich: Blütenreicher Magerstandort
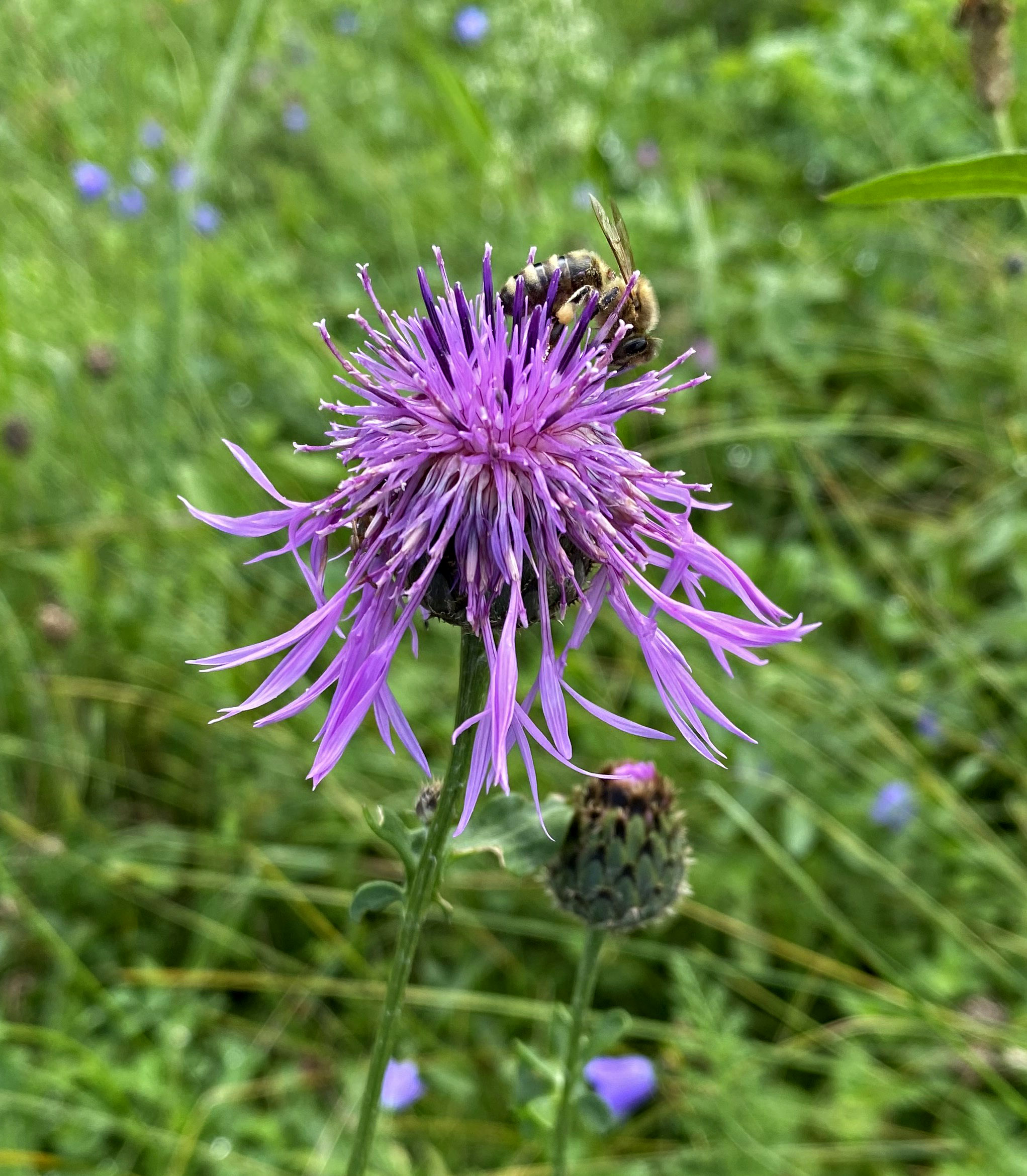
Skabiosen-Flockenblume
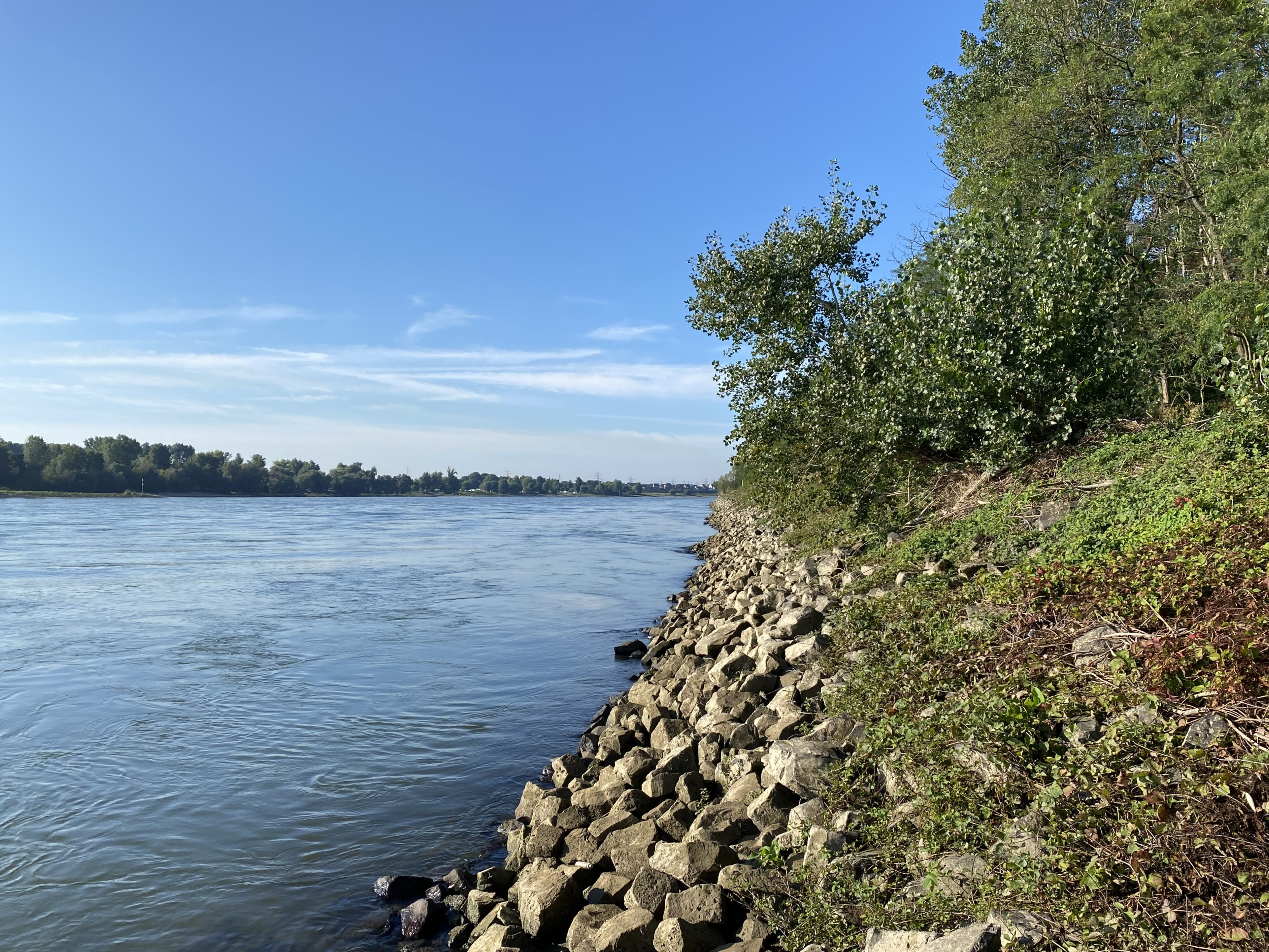
steiler Prallhang des Rheins im Süden des NSG
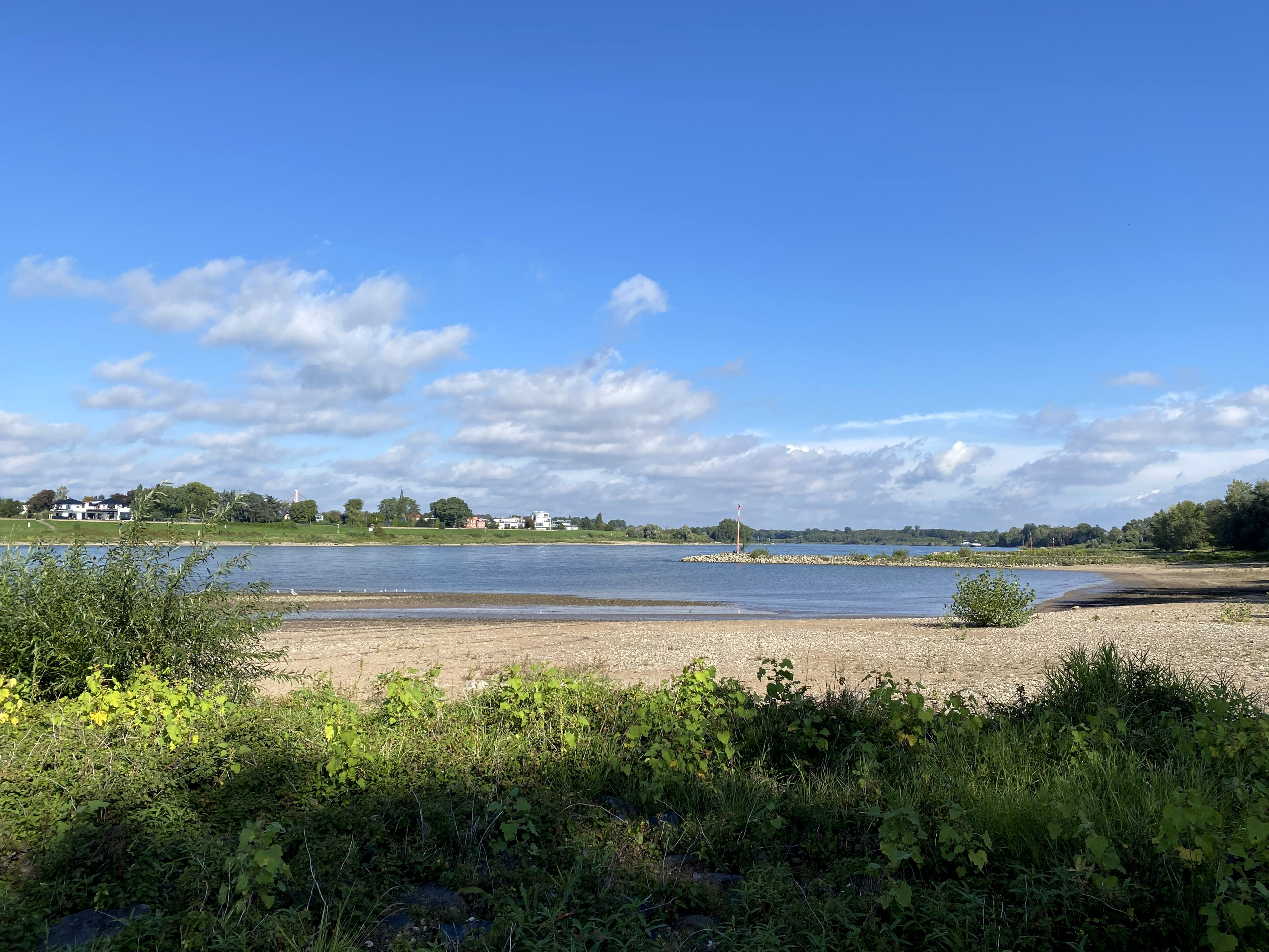
breiter Kiesstrand mit Buhnen – Ruhezone und Rückzugsmöglichkeit für Vögel und Fische
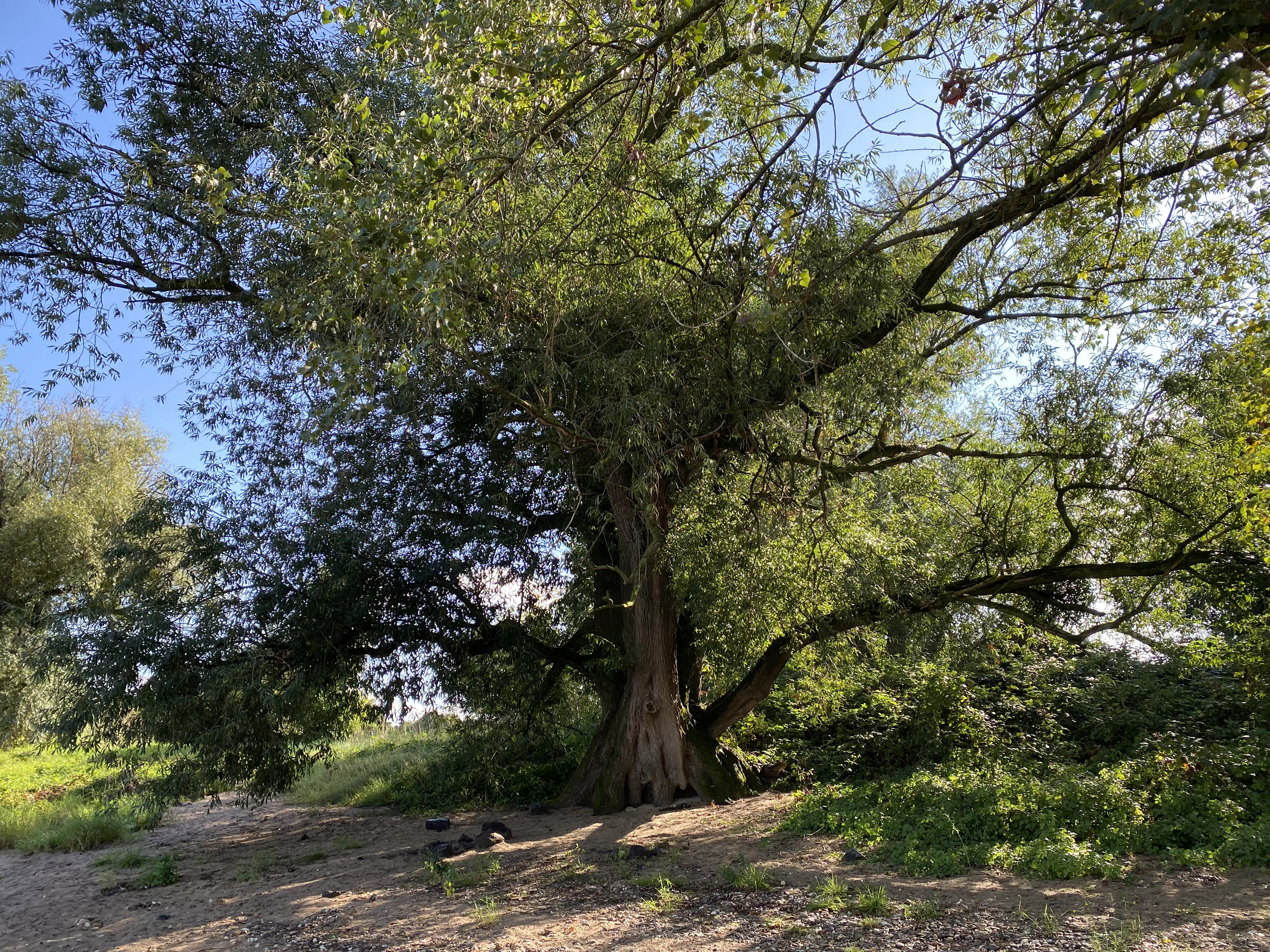
alte Weide am Rheinufer
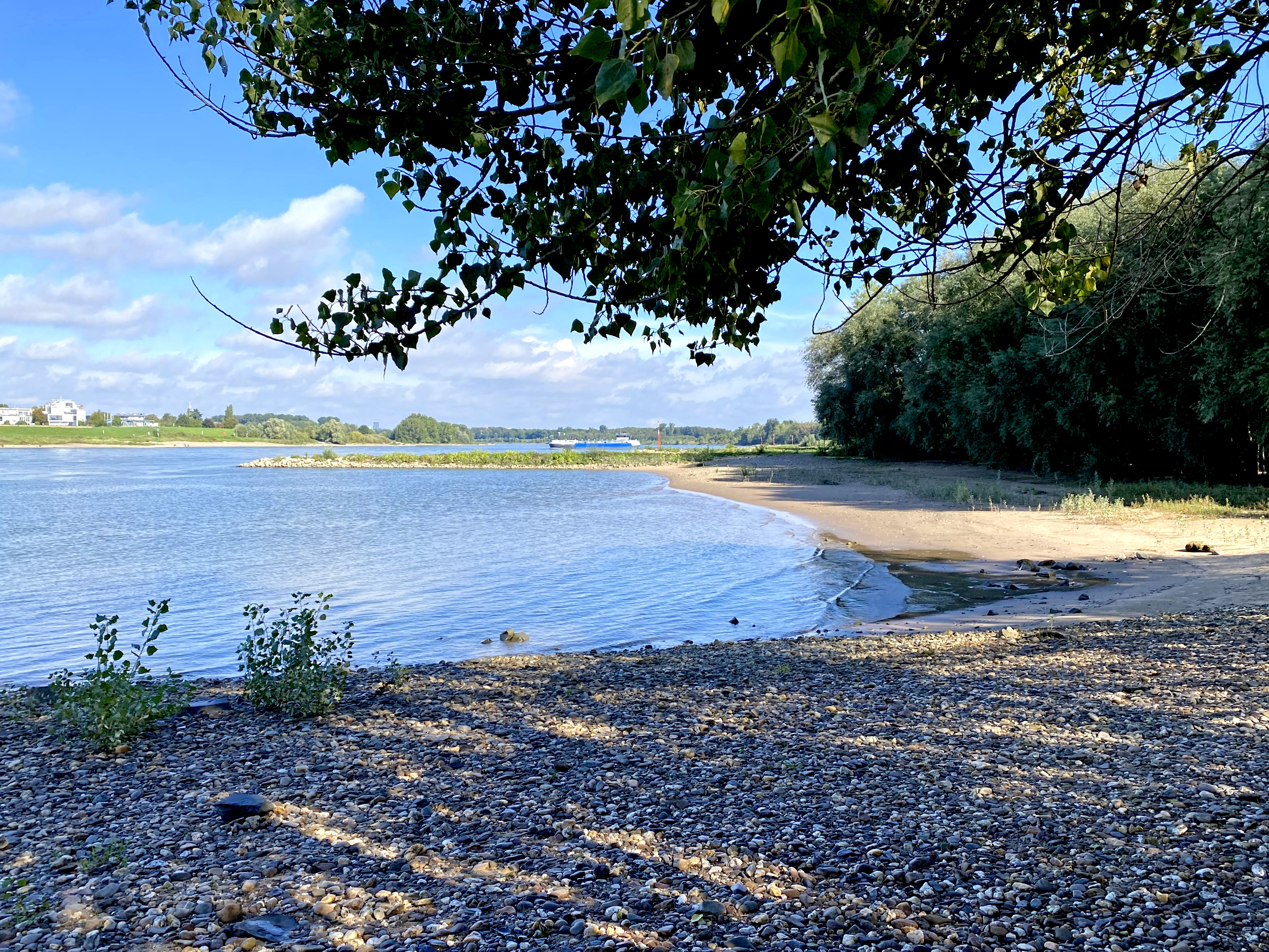
Übergang vom Kiesufer zum sandigen Ufer
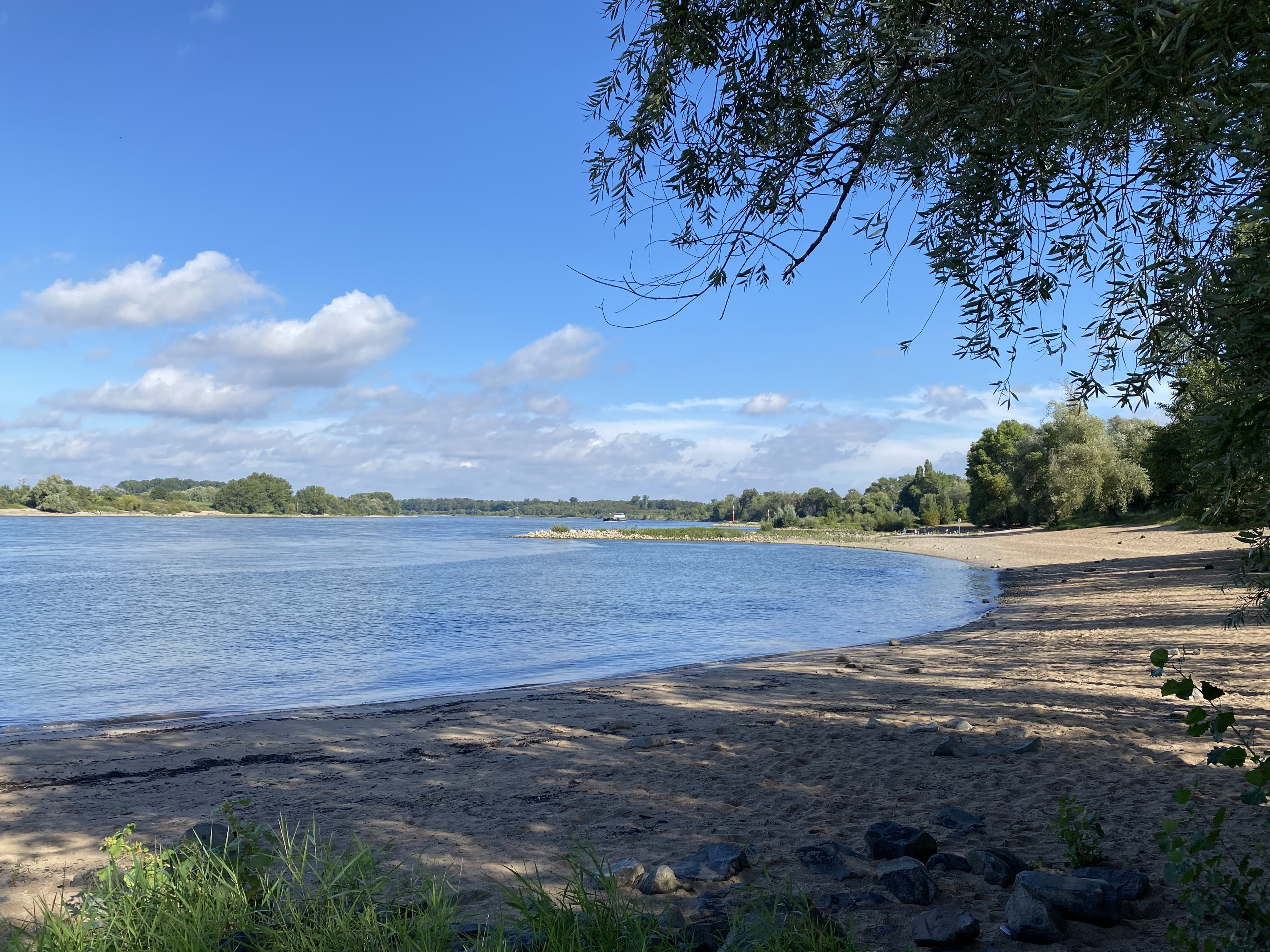
sandiges Rheinufer bei Himmelgeist
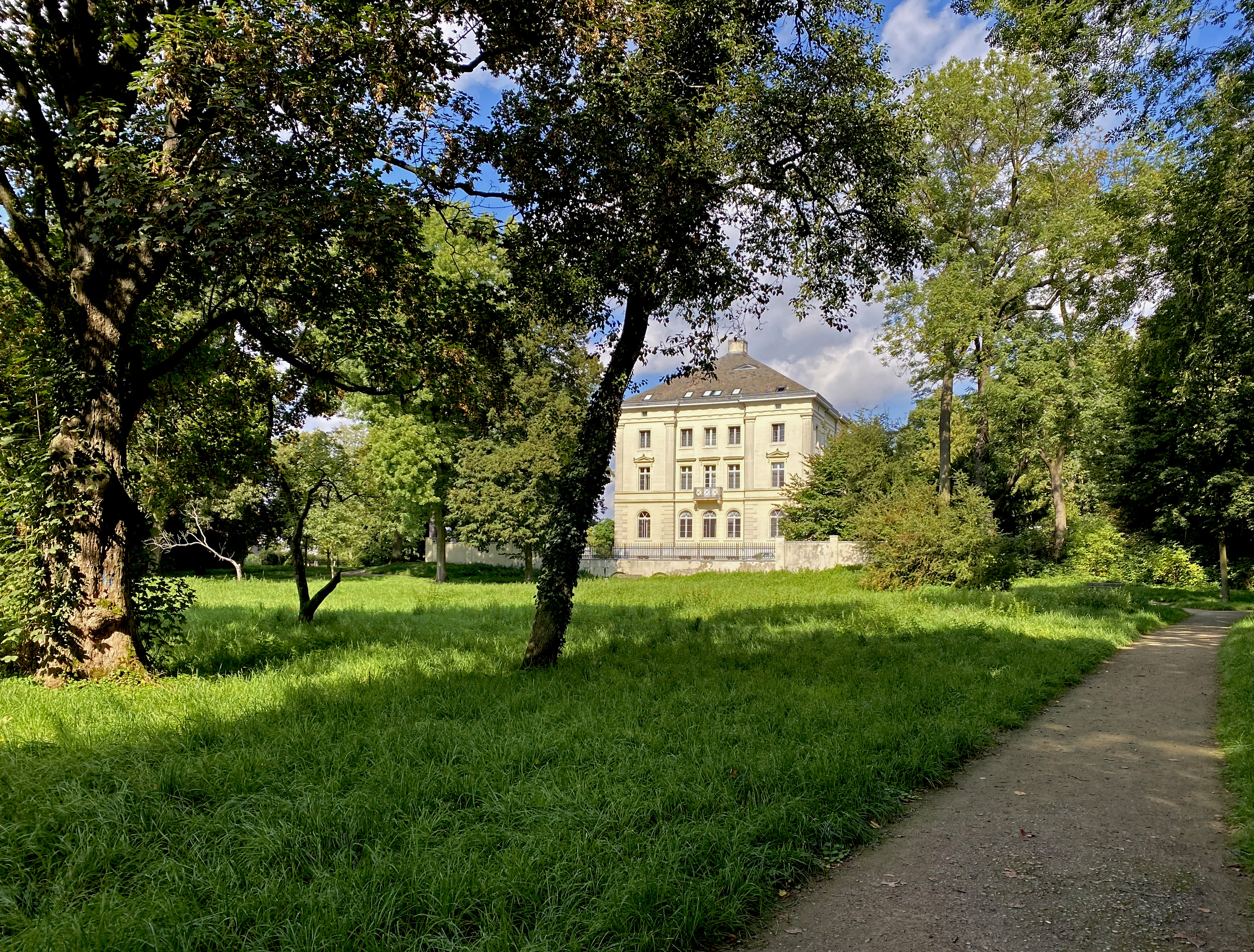
Schlosspark  Mickeln
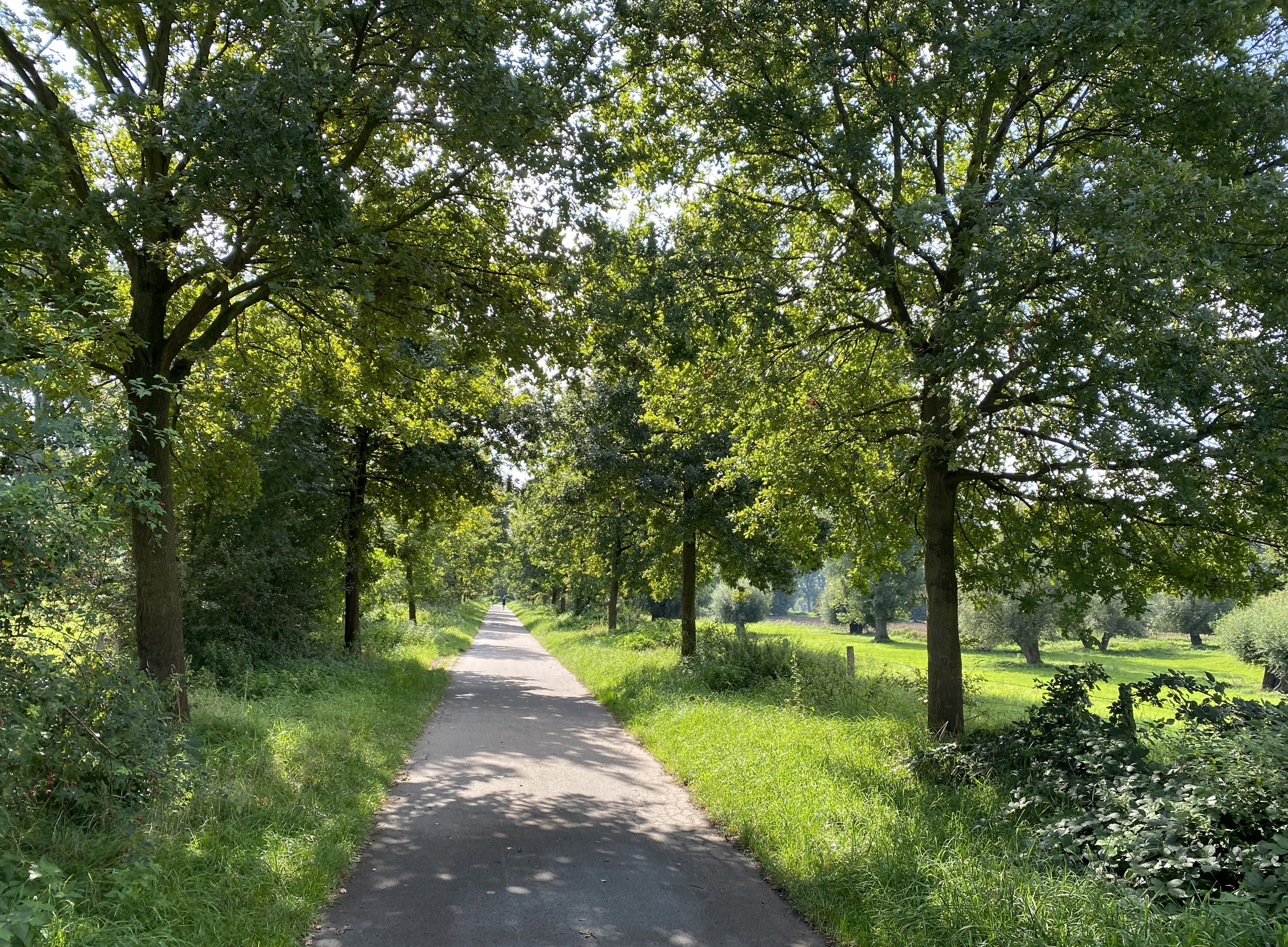
Rad- und Fußweg durch das NSG
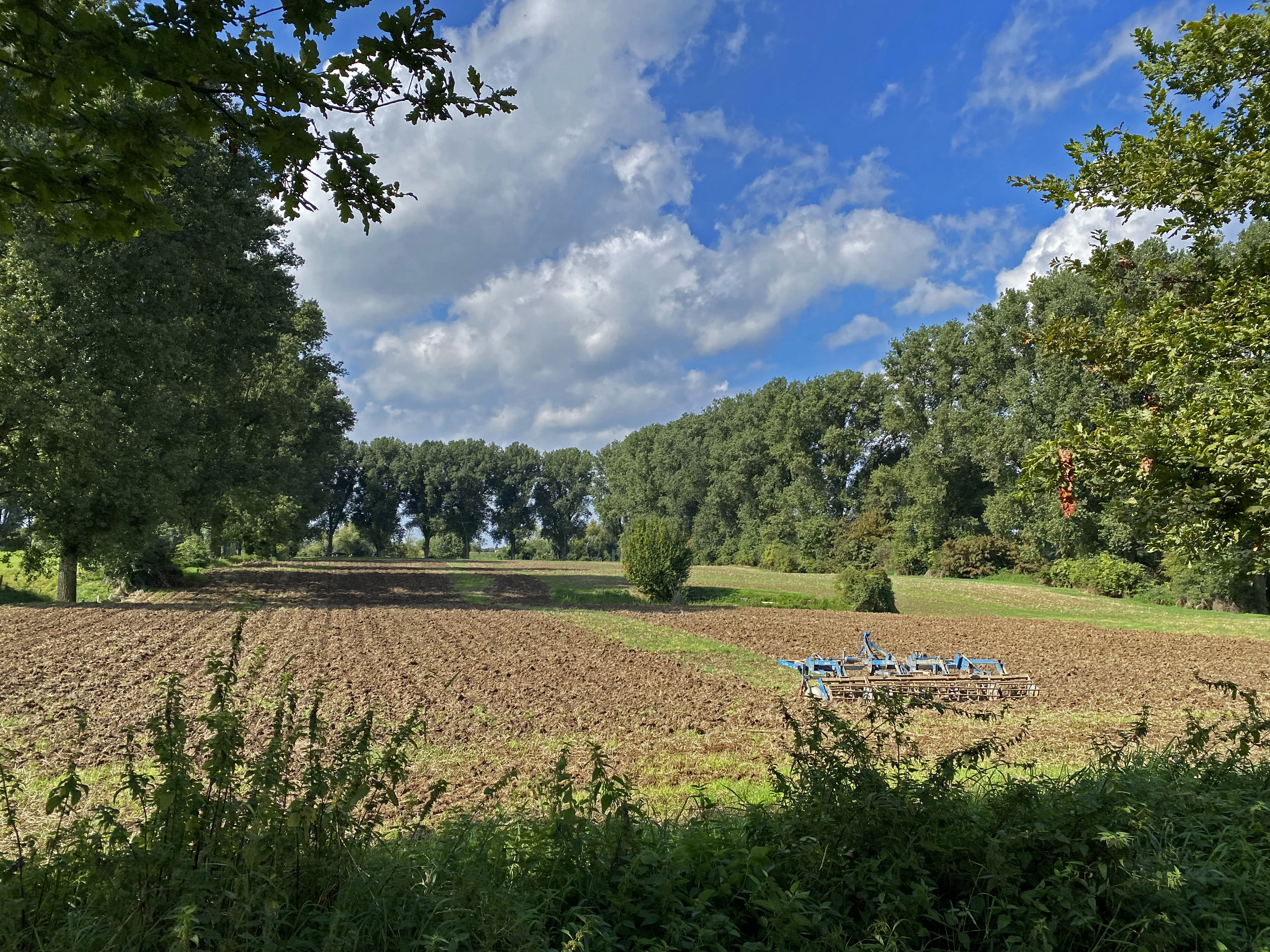
landwirtschaftliche Nutzfläche im NSG
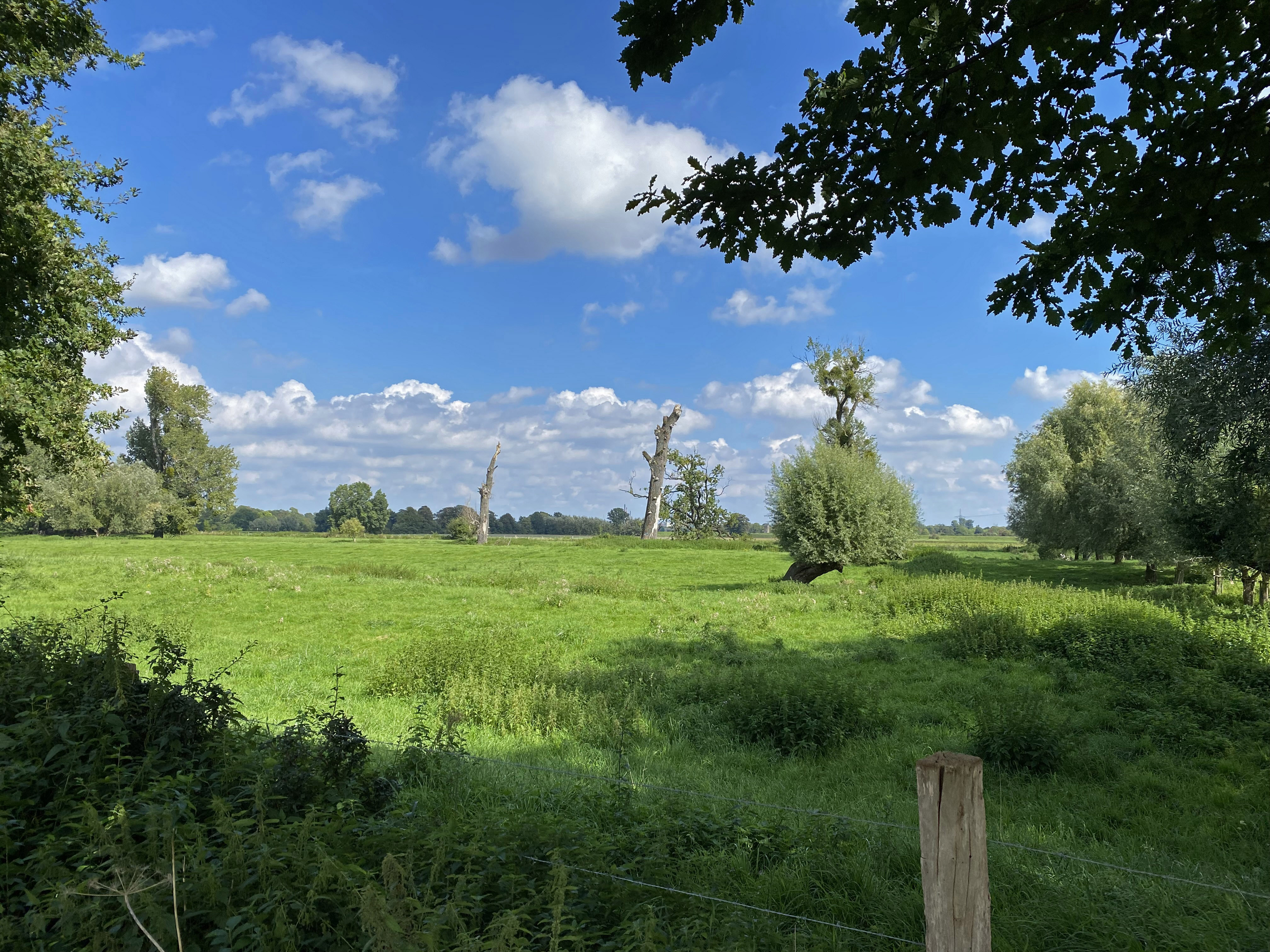
Wiese mit Kopfweiden und Totholz
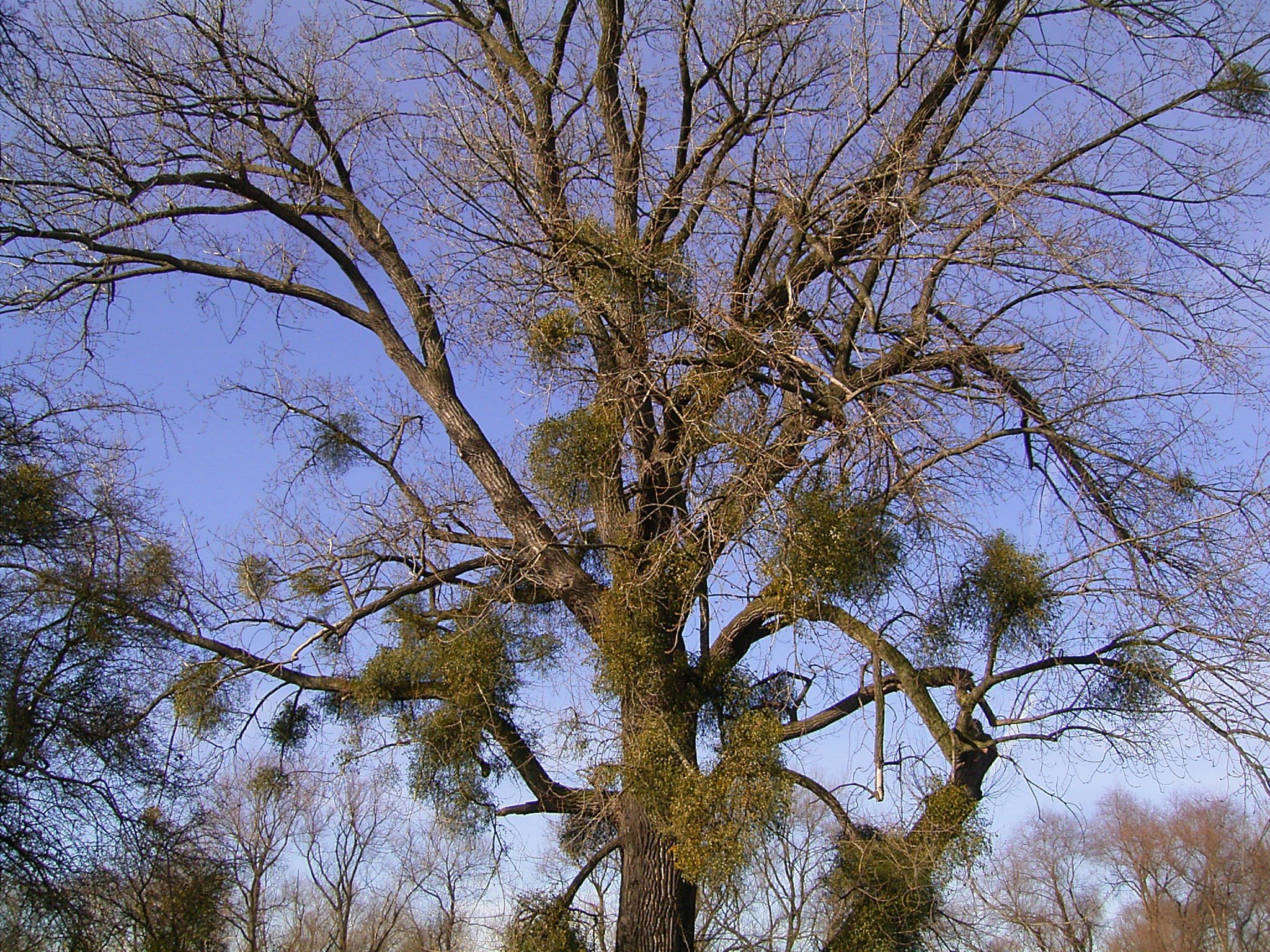
Bäume mit Misteln am Rhein im NSG
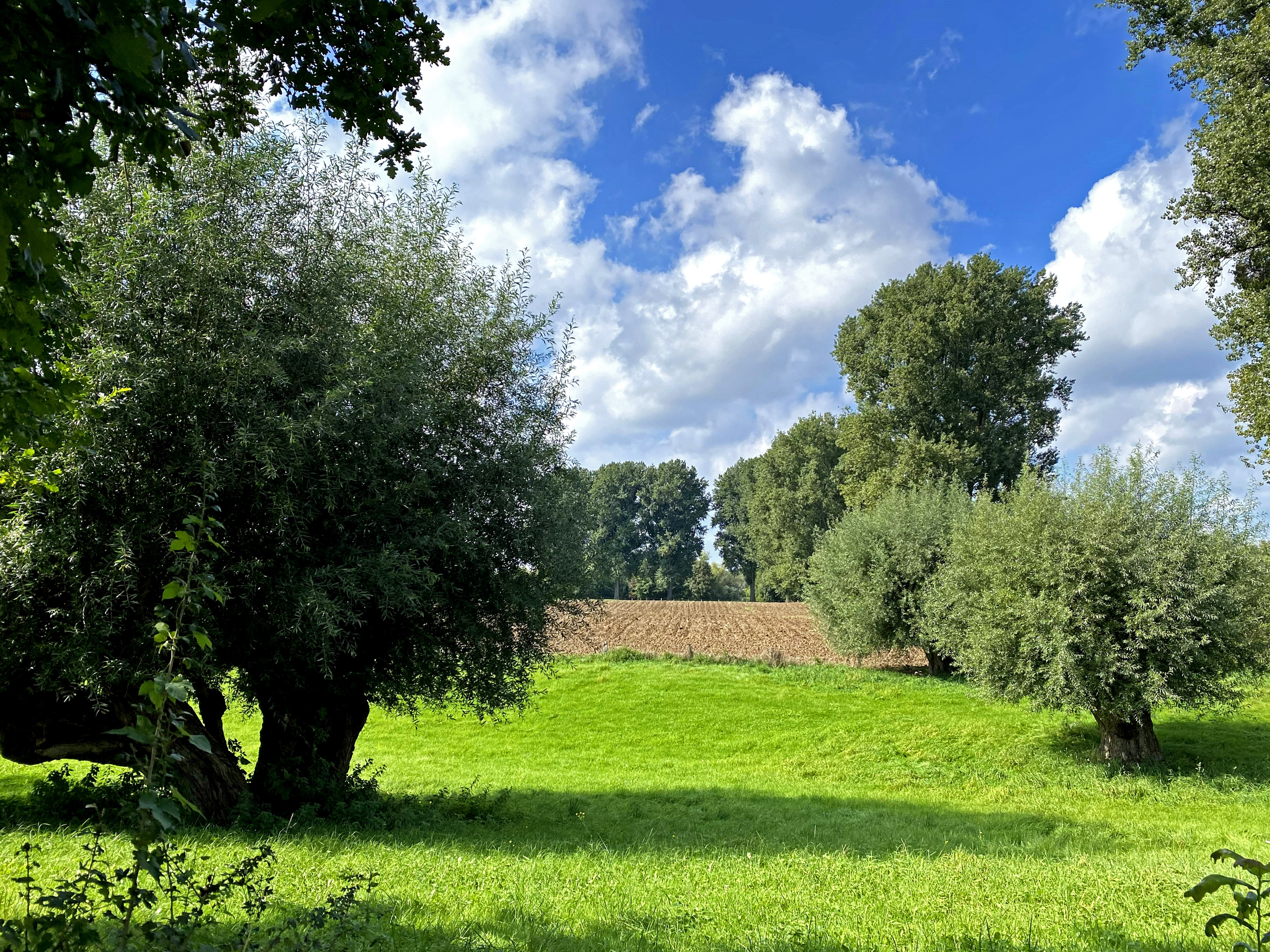
Landschaftsmosaik aus Acker und Wiese mit Kopfweiden, umsäumt mit Pappeln
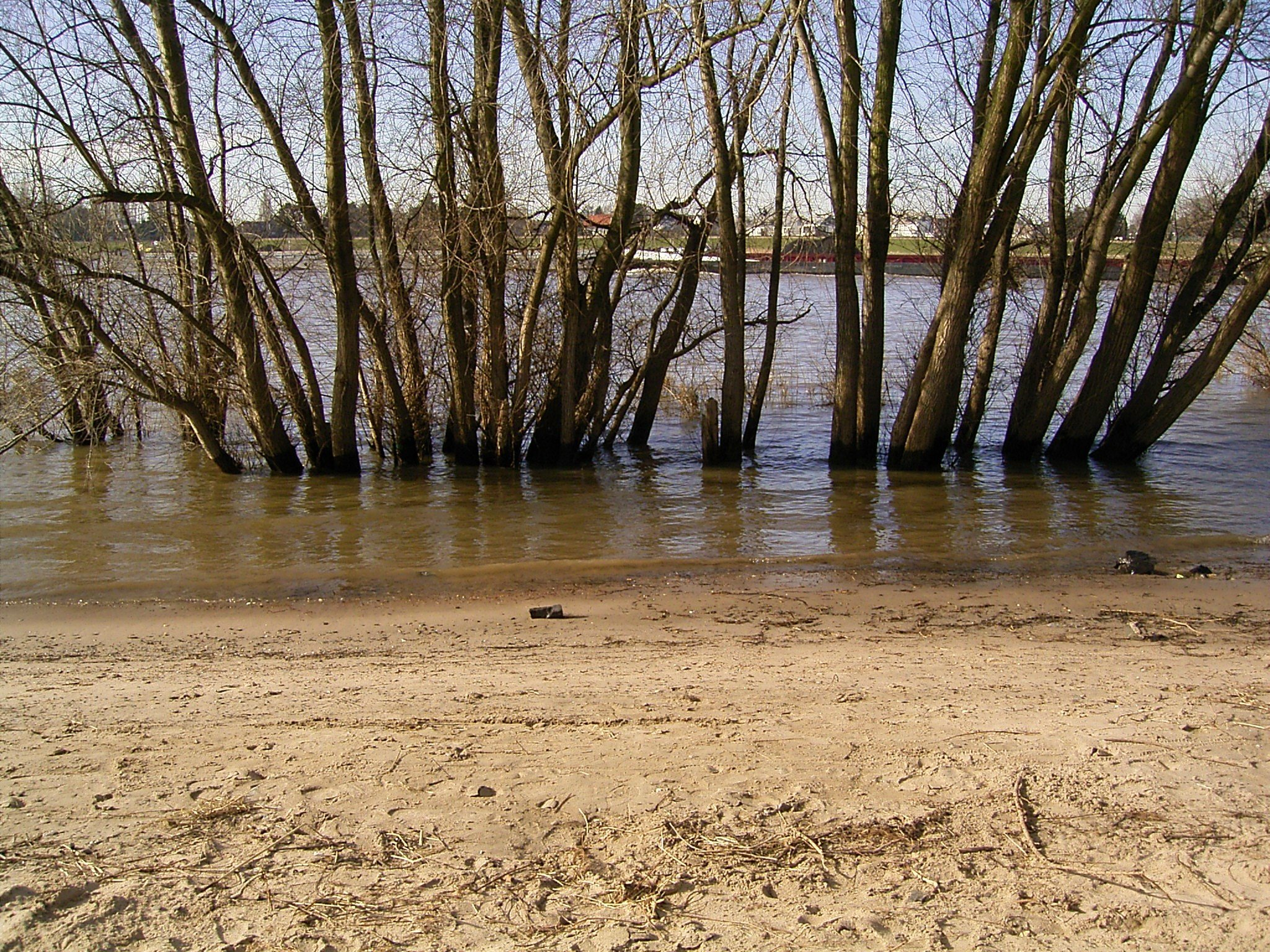
Bäume am Rheinufer bei Hochwasser